# Mittlere Bronzezeit
Der Begriff mittlere Bronzezeit oder fachsprachlich kurz Mittelbronzezeit wird, im Gegensatz zu den Begriffen frühe und späte Bronzezeit, die deutliche Einschnitte und zusammenhängende Epochen bezeichnen, als bloße Phase zwischen diesen beiden Epochen gebraucht. Dabei beginnt die Mittlere Bronzezeit im alten Orient und auf dem griechischen Festland sowie auf Kreta um 2000 v. Chr., um dort bereits um 1600 v. Chr. zu enden, während sie in Ungarn die Epoche der „Tellsiedlungen“ bezeichnet, also der großen Siedlungshügel. Dort reicht sie dementsprechend von 1800 bis 1500 v. Chr. Hingegen dauerte sie in Mitteleuropa absolutchronologisch etwa von 1600 oder 1550 v. Chr. bis 1300 v. Chr. Wegen der charakteristischen Hügelgräber spricht die deutschsprachige Forschung auch von Hügelgräberkultur oder auch Hügelgräberbronzezeit. Ganz anders in Dänemark und Skandinavien, wo die Bronzezeit in fünf Abschnitte gegliedert ist, und der Begriff Mittlere Bronzezeit den mittleren der fünf Abschnitte bezeichnet, der von etwa 1300 bis 1000 v. Chr. andauerte. Dabei gilt das jeweils spätere Einsetzen der Mittleren Bronzezeit durchaus als Indikator für ein Kulturgefälle. Diese unterschiedlichen Zeitbestimmungen führen oftmals zu Verwirrung, etwa wenn aus dem Gebiet der mykenischen Kultur, die dem Späthelladikum, also der Späten Bronzezeit zugeordnet wird, Güter nach West- oder Mitteleuropa gelangen, wo diese auf mittelbronzezeitliche Kulturen treffen.

## Forschungsgeschichte

### Die Zone nördlich der Alpen
Als „Zone nördlich der Alpen“ wird in der deutschsprachigen Forschung gemeinhin der geographische Raum zwischen dem Nordrand der Alpen und den Mittelgebirgen bezeichnet. Diese Zone umfasst unter anderem die heutigen Bundesländer Bayern, Baden-Württemberg, Hessen und Rheinland-Pfalz sowie Mähren, Böhmen, Nieder- und Oberösterreich, sowie die Nordschweiz und das Elsass.
Vor allem aus forschungsgeschichtlichen Gründen kommt diesem Raum bis heute eine maßgebliche Rolle in der Erforschung der mittleren Bronzezeit zu. Bereits aus den Jahren 1580 und 1690 liegen urkundlich überlieferte Grabhügeluntersuchungen in Südwest- und Süddeutschland vor. Zu Beginn des 20. Jahrhunderts wurden hier die Grundlagen für die chronologische Gliederung dieses Zeitabschnitts in Mitteleuropa entwickelt. Dabei stützte sich die süddeutsche Forschung jedoch zunächst auf in Norddeutschland und Skandinavien entwickelte Methoden und Modelle.
Christian Jürgensen Thomsens um 1830 aufgestelltes Dreiperiodensystem, das die gesamte Vorgeschichte in Steinzeit, Bronzezeit und Eisenzeit aufteilt, bildete die Basis für die weitergehende, in den Jahren zwischen 1870 und 1880 von Oscar Montelius und Hans Hildebrand entwickelte typologische Methode. Sie besteht aus formenkundlicher Analyse basierend auf Stilkritik und Fundvergesellschaftung in geschlossenen Funden, wobei das Hauptaugenmerk auf der Weiterentwicklung des Formenguts liegt. Für das Erstellen von relativchronologischen Feingliederungen der regionalen Fundstoffe wurde sie fortan unentbehrlich.
1902 teilte dann Paul Reinecke unter Verwendung der typologischen Methode den Fundstoff der Mittelbronzezeit in der Zone nördlich der Alpen auf seine Bronzezeitstufen B und C auf. Diesen Zeitabschnitt nannte er zunächst auf Grund der vorherrschenden Bestattungssitte „Grabhügelbronzezeit Süddeutschlands“, änderte diesen Namen jedoch 1905 in „süddeutsche Hügelgräberbronzezeit“, womit gleichzeitig der geographische Schwerpunkt der Forschung genannt wäre.
Reinecke standen für seine Einteilung in die Stufen Bronzezeit B, C1 und C2 Hort- und Grabfunde zur Verfügung. Auf Reineckes Chronologiesystem beziehen sich – auch heute noch – die meisten Forscher, wobei sie allerdings seine Einteilung wegen der regional unterschiedlichen Formenspektren zum Teil stark modifizieren mussten.
Vor allem zu nennen wäre hier Friedrich Holste, der in den 1930er Jahren arbeitete. Anders als bei Reinecke umfasst seine Stufe B zwei Phasen, während er die Stufe C nicht weiter unterteilt hat. Holstes Chronologie stützt sich auch im Wesentlichen auf Grabfunde. Die Bestände seiner Leitfriedhöfe decken sich allerdings auf Grund der spärlichen Ausstattung und vieler Varianten nur am Rande. Ferner teilte er den Fundstoff auf Regionalgruppen, nämlich danubisch-sudetisch, südbayerisch, oberpfälzisch, böhmisch, württembergisch, elsässisch, mittelrheinisch und osthessisch, schließlich kam die Lüneburger Gruppe hinzu.
Der Österreicher Kurt Willvonseder forschte zu Holstes Zeit und wandte ebenfalls Reineckes Chronologie an. Zum Teil lassen sich allerdings erhebliche Unterschiede zwischen bayerischem und österreichischem Fundstoff feststellen, obwohl die österreichischen Hügelgräber nicht jünger als die süddeutschen sind. Anders als seine beiden Kollegen konnte er jedoch auch auf Siedlungsfunde zurückgreifen und Fundstatistiken erstellen, die ihm Vergleiche besser ermöglichten.
Nach dem Zweiten Weltkrieg lässt sich eine weitgehende Stagnation in der mittelbronzezeitlichen Forschung beobachten. Die kulturellen Ausdrucksformen der Mittelbronzezeit werden auf Grund der umfassenden Arbeiten von Reinecke, Holste u. a. als in wesentlichen Zügen längst hinlänglich bekannt gewähnt. Ferner gelten sie als von historisch geringer Bedeutung.
In den 1960er Jahren übertrug Bernhard Hänsel Reineckes System auf die Slowakei bzw. das Karpatenbecken. Von einigen Forschern wird seine Herangehensweise kritisiert, weil ihnen Reineckes Chronologiesystem als zu unreflektiert übernommen erscheint.
Neben den bereits Genannten haben sich auch die Folgenden um weitere Erkenntnisse in der Mittelbronzezeit-Forschung verdient gemacht: Rolf Hachmann, Walter Torbrügge, Ludwig Lindenschmidt d. Ä., August von Cohausen, Wolf Kubach, Friedrich Laux.

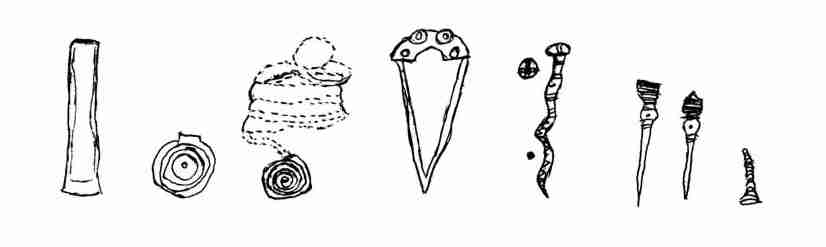
Leitfunde der Stufe Bronzezeit B nach Reinecke; v. l. n. r.: parallelseitiges Randleistenbeil, Stachelscheibe, Berge, viernietiger Dolch, Lochhalsnadeln, Spiraltutulus

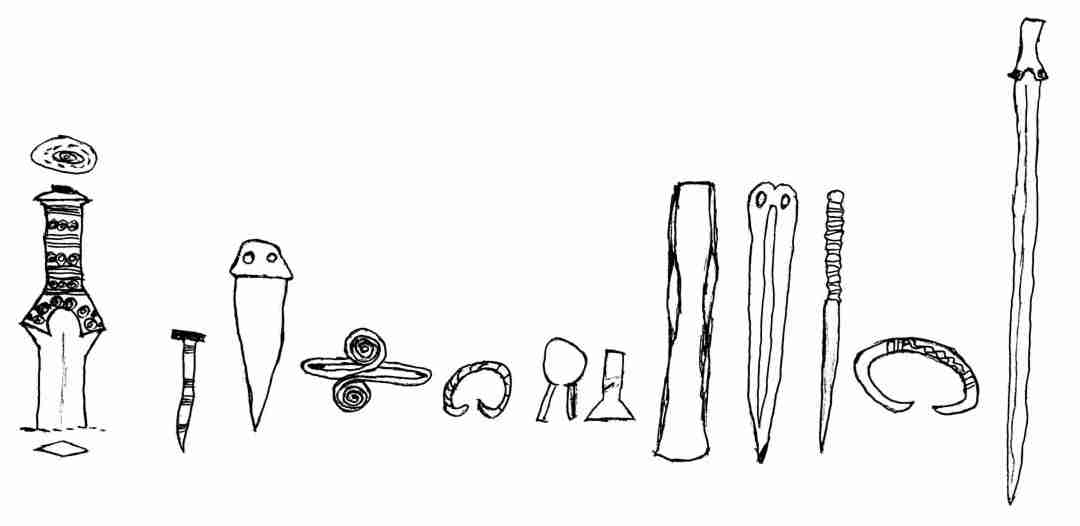
Leitfunde der Stufe Bronzezeit C nach Reinecke; v. l. n. r.: Vollgriffschwert, Plattenkopfnadel, zweinietiger Dolch, Berge, tordierter Armring, Pinzette, verziertes Lappenbeil, zweinietiger Dolch mit Mittelrippe, gerippte Nadel, verzierter Armring, Griffzungenschwert

### Der Nordische Kreis
Nördlich der „Zone nördlich der Alpen“ sprechen wir vom „Nordischen Kreis“ bzw. der Nordischen Bronzezeit, der das südliche Skandinavien, Schleswig-Holstein, Teile Niedersachsens, Sachsen-Anhalts und Mecklenburg-Vorpommerns sowie die Niederlande, Nordpolen und die baltischen Staaten umfasst.

Stachelscheibe aus Borum

Basierend auf Thomsens Dreiperiodensystem von 1836 entwickelte Worsaae Mitte der 1850er Jahre eine weitergehende relative Chronologie der nordischen Bronzezeit. Der Schwede Oscar Montelius ersann 1885 unter Verwendung der von ihm begründeten typologischen Methode die Gliederung der nordischen Bronzezeit in sechs Perioden. Sophus Müller modifizierte diese Gliederung in den Folgejahren für Dänemark.
Der mitteleuropäischen mittleren Bronzezeit entspricht im Norden chronologisch die Ältere Bronzezeit (Periode II nach Oscar Montelius), die nordische mittlere Bronzezeit (Periode III nach Oscar Montelius) fällt dagegen größtenteils bereits in den Beginn der mitteleuropäischen „Späten Bronzezeit“. Zusätzlich sind die verschiedenen Stufenbezeichnungen zur Nordischen Bronzezeit in der norddeutschen und skandinavischen Forschung teilweise mit unterschiedlichen Bedeutungsinhalten verknüpft. So ist zwar die Synchronisierung der nordischen mit der mitteleuropäischen Chronologie in ihren groben Zügen recht zuverlässig, im Detail jedoch noch immer unklar.
Auch bei der Nordischen Bronzezeit handelt es sich um eine „Hügelgräberkultur“ (auch Tumulus-Kultur) mit ähnlichen Bestattungssitten wie in der „Zone nördlich der Alpen“, zu der teilweise enge kulturelle Verbindungen bestanden. Allerdings wird von der deutschsprachigen Forschung der Begriff „Hügelgräberkultur“ gewöhnlich sehr viel enger, nämlich ausschließlich zur Bezeichnung der mittelbronzezeitlichen Kulturgruppen zwischen Westungarn und Ostfrankreich verwandt. Diese terminologische Konvention ist nur zum Teil durch Unterschiede im archäologischen Fundstoff, zum Teil jedoch durch die forschungsgeschichtliche Entwicklung begründet.
Ähnlich wie das Chronologiesystem von Reinecke wurde und wird im Übrigen auch Montelius’ Periodeneinteilung modifiziert und hat auch heute noch Gültigkeit. Allerdings ist die Definition der Stufeninhalte von der neueren Forschung zum Teil deutlich verändert worden.

## Chronologiesysteme

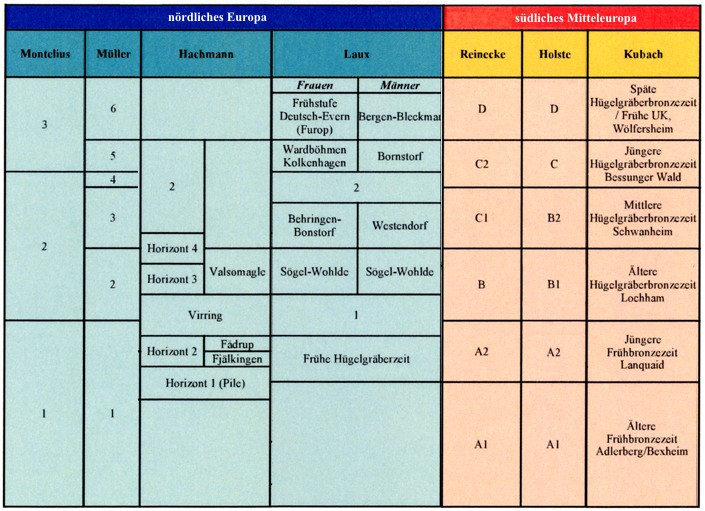
Übersicht über unterschiedliche chronologische Gliederungsansätze. In der Abbildung werden die Chronologiesysteme von verschiedenen oben genannten Forschern einander gegenübergestellt, um die unterschiedlichen Auffassungen auf einen Blick besser miteinander vergleichen zu können.

Der Umstand, dass unterschiedliche chronologische Gliederungsansätze nebeneinander bestehen, ist vor allem darauf zurückzuführen, dass sie zum Teil auf unterschiedlichen Ausschnitten (entweder regional oder nach verschiedenen archäologischen Fundgattungen, z. B. Gräber, Horte, Siedlungen) des archäologischen Quellenmaterials beruhen, deren Entwicklung sich meist nicht völlig im Gleichtakt vollzog. Deshalb ist es schwierig, eine weitergehende chronologische Untergliederung der mittleren Bronzezeit vorzunehmen, die in verschiedenen Regionen und für verschiedenen Fundgattungen gleichermaßen Gültigkeit besäße.
Gut zu verdeutlichen ist diese Problematik am Fund der berühmten Himmelsscheibe von Nebra. Die Himmelsscheibe wurde aller Wahrscheinlichkeit nach von den Menschen der Aunjetitzer Kultur über einen relativ langen Zeitraum während der Frühen Bronzezeit im Zusammenhang mit astronomischen Beobachtungen verwendet. Aus diesem Grund wird sie generell (und in ihrem regionalen Kontext durchaus zu Recht) der Frühbronzezeit zugeordnet. Manche der zusammen mit der Himmelsscheibe gefundenen Gegenstände, vor allem die beiden Bronzeschwerter, die ihren typologischen Merkmalen zufolge aus der „Zone nördlich der Alpen“ zwischen Westungarn und Süddeutschland stammen dürften, gehören nach den chronologischen Kriterien ihres ursprünglichen Herkunftsgebietes jedoch bereits in die Stufe Bz B. Nach den Kriterien der Terminologie, wie sie in der archäologischen Forschung Süddeutschlands und benachbarter Regionen verwendet wird, lässt sich demnach die ebenso berechtigte Aussage treffen, dass die Himmelsscheibe erst in der frühen Mittelbronzezeit vergraben wurde. Vermutlich hängt die Vergrabung der Himmelsscheibe mit den gesellschaftlichen Umwälzungen zusammen, die am Übergang von der Frühen zur mittleren Bronzezeit stattfanden, und als deren Folge sich auch die Rolle solcher rituellen Objekte verändert haben dürfte.

## Kleidung und Kulturen der mittleren Bronzezeit in Mittel- und Westeuropa
In der mittleren Bronzezeit lässt sich eine Auffächerung in mehrere regionale Gruppen feststellen, die aufgrund ihres jeweils typischen Fundbestandes unterschieden werden können. In Deutschland geben die Flusssysteme von Donau, Rhein, Weser, Elbe und Oder die Leitlinien vor, an denen sich die kulturellen Gemeinsamkeiten und Verbindungen dieser Gruppierungen ausrichten. Der Süden Deutschlands hat Verbindungen zu den Alpenländern und zu Oberitalien, zu Böhmen, Mähren, Österreich und Ungarn. Das westliche Deutschland hat Verbindungen zu Frankreich, Belgien und Holland, sogar bis zu den Britischen Inseln. Der Osten Deutschlands ist eng mit Polen verbunden.
Im Norden bestehen zwischen Niedersachsen, Schleswig-Holstein und Mecklenburg Verbindungen zu Dänemark und Südschweden.
Der Süden Deutschlands ist bis zum nördlichen Rand der Mittelgebirgszone durch verschiedene Regionalgruppen geprägt, die vor allem anhand unterschiedlicher Grabbeigaben unterschieden werden. Diese sind die Südbayerische und die Alb-Gruppe (Schwaben), die Hagenauer Gruppe (Elsass), dann die Rhein-Main-Gruppe und die Oberpfälzer Gruppe, schließlich die Fulda-Werra-Gruppe (Nordhessen) sowie die West- bzw. Südböhmische Gruppe.
Zwischen dem Nordrand der Mittelgebirge und dem Nordischen Kreis lassen sich einige weitere Kulturgruppen definieren, die nicht mehr der süddeutschen Hügelgräberkultur im engeren Sinne angehören, sondern gleichermaßen ausgeprägte Verbindungen zu dieser wie auch zum Nordischen Kreis aufweisen, nämlich die Emsländisch-Oldenburgische und die Lüneburger Gruppe, dann die Mecklenburger sowie die Vorlausitzer Gruppe.
Außerhalb des durch das Verbreitungsgebiet dieser Gruppen umrissenen Raumes sind Gruppierungen, die der Hügelgräberkultur zugerechnet werden können vor allem im Land Salzburg, in Oberösterreich, in Niederösterreich, in der Steiermark und im Burgenland vertreten. Im östlichen Teil Österreichs existiert in der älteren Mittelbronzezeit von etwa 1600 bis 1500 v. Chr. südlich der Donau der Typus Mistelbach-Regelsbrunn. Nördlich der Donau im Norden Niederösterreichs bestand zu dieser Zeit die Věteřov-Kultur.
In der Westschweiz und im Schweizer Mittelland war ebenfalls die Hügelgräberkultur vertreten, welche die Aare-Rhône-Gruppe der Rhône-Kultur sowie die Arbon-Kultur ablöste. In weiten Teilen des Kantons Graubünden behauptet sich von 1600–1300/1200 v. Chr. die mittelbronzezeitliche inneralpine Bronzezeit-Kultur.
Im Karpatenbecken lassen sich zahlreiche Kulturgruppen unterscheiden, die mehr oder minder enge Beziehungen zur süddeutschen Hügelgräberkultur aufweisen. Zu diesen zählen die Wietenberg-, Bubovac-, Glasinac-, Tápe-, Otomani-, Vatya- und Piliny-Gruppe sowie die Pannonischen Gruppen und die Karpatische Hügelgräberkultur im slowakischen Donautal.
Nicht aufgrund von Grab-, sondern von Hortfunden definiert sind dagegen die Forró-Depotgruppe und die Koszider-Depotgruppe in Ungarn.
Die im Elsass verbreitete Hagenauer Gruppe gehört aufgrund ihres charakteristischen Fundbestandes ganz in den kulturellen Verband der Hügelgräberkultur. Außerdem können typologische Verbindungen zu Burgund (westlich anschließend) erschlossen werden. Weiterhin kann zwischen dem Fundbestand des südlichen Frankreichs, des Gebietes der unteren und mittleren Loire und der Bretagne unterschieden werden.
Auf den Britischen Inseln gibt es unterschiedliche Kulturgruppen, die aufgrund des weitgehenden Fehlens mittelbronzezeitlicher Gräber in Westeuropa zumeist über Siedlungsmaterialien und über Hortfunde definiert werden. In Großbritannien findet sich die Deverel-Rimbury-Kultur (ab ca. 1500 v. Chr.). Chronologische Phasen der Mittelbronzezeit, die vor allem aufgrund von typischen Bronzegegenständen definiert werden, sind hier die Stufe Acton Park (1600–1400) und die darauffolgende Stufe Taunton (1400–1200). In Irland entspricht dem in etwa die Stufe Killymaddy (1500–1350).
In Europa gab es in der Mittelbronzezeit noch viele weitere regionale Gruppen und Kulturerscheinungen, die sich durch einen eigenen Formenbestand auszeichneten. Dabei steht fest, dass keine Gruppe sich völlig ohne äußere Einflüsse entwickelte und zwischen bestimmten Gebieten starke Verbindungen bestanden (z. B. Handels- und Geschenkverkehr), die heute durch typologische Vergleiche, aber zum Teil auch mit naturwissenschaftlichen Methoden mehr oder weniger gut bestimmt werden können.

## Bestattungssitten und Grabformen
Während der mittleren Bronzezeit dominierte in Mittel- und Westeuropa sowie dem Karpatenbecken eine charakteristische Grabform: das Hügelgrab (auch Tumulus genannt). Die Hügelgräber konnten von kreisrunden, mitunter konzentrischen oder Schlüssellochgräben, Pfostensetzungen oder Mauern umgeben sein; in den Hügeln konnten sich Einbauten aus Stein oder Holz befinden. Die Einbauten umgaben zumeist die Toten oder den Sarg, bzw. die Urne.

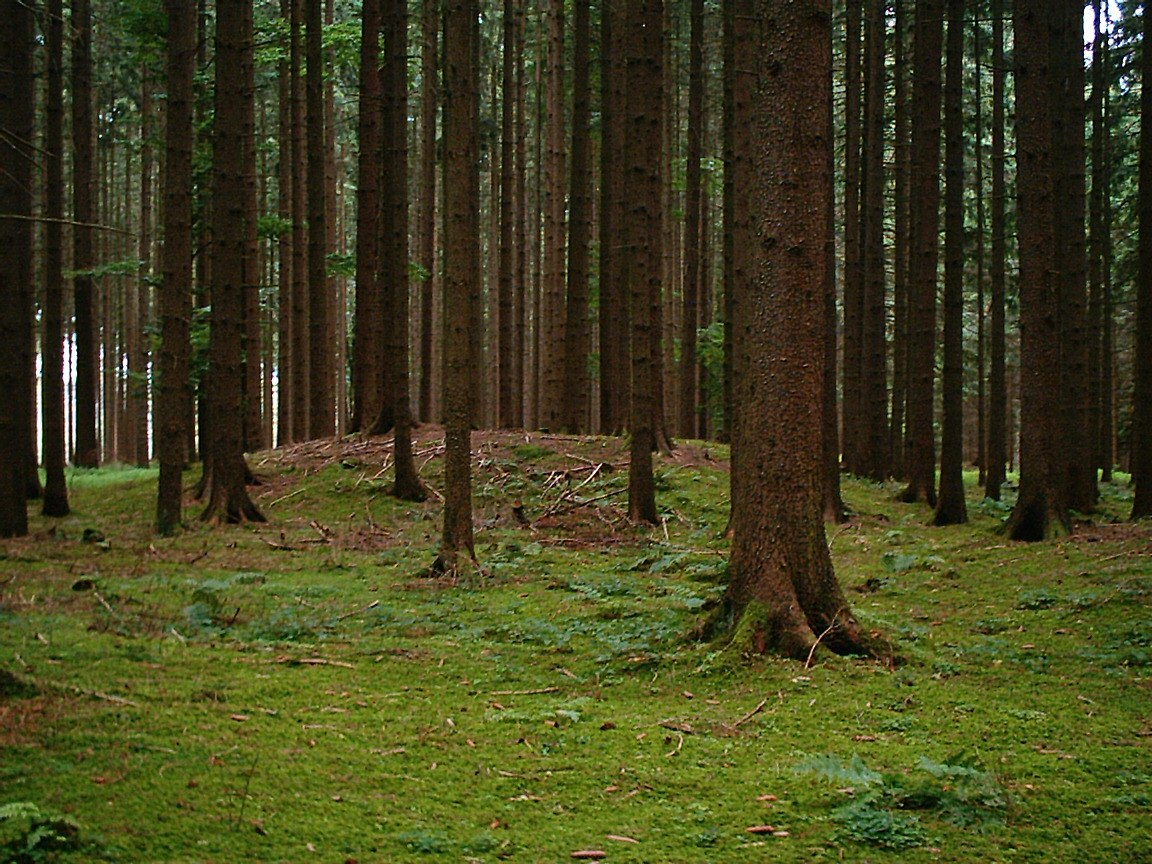
Grabhügel aus der Bronzezeit, ca. 1300 v. Chr.

Aus diesem Grund wird der Begriff „Hügelgräberkultur“ oder auch „Hügelgräberbronzezeit“ in der deutschsprachigen Forschung zum Teil synonym mit dem Begriff der mittleren Bronzezeit verwendet.
In den Hügelgräbern gab es Körper- und Brandbestattungen, wobei in den meisten Regionen Mitteleuropas die Körperbestattungen deutlich überwiegen.
Bei Körperbestattungen wurde der Körper entweder direkt auf die Erde gelegt oder in eine Grabgrube, danach wurde der Grabhügel aufgeschüttet. Meistens wurden die Körper nicht im Sarg bestattet, und auch die oben erwähnten Einbauten waren nur optionale Bestandteile der Grabhügel.
Bei Brandbestattungen gab es mehrere Optionen. Entweder wurden die Toten auf einer separaten Verbrennungsplattform verbrannt (teilweise mit Beigaben), oder direkt am vorgesehenen Bestattungsort. Die Asche und die Überreste der Knochen wurden entweder in Urnen oder Behälter aus organischem Material (z. B. Leder) gegeben, oder einfach auf der Erde liegen gelassen. Danach wurde der Grabhügel aufgeschüttet.
Mitunter finden sich auch Doppel- oder Mehrfachbestattungen in einem Grabhügel. In manchen Regionen wurden regelmäßig spätere Bestattungen in ältere Grabhügel eingetieft und dabei der Hügel zum Teil mit nachträglichen An- oder Aufschüttungen vergrößert. Solche Befunde geben den Archäologen wertvolle Hinweise auf die zeitliche Abfolge der Bestattungen in einem Grabhügel.
Die Grabbeigaben waren für Männer und Frauen unterschiedlich. Frauen wurden im Bereich der mitteleuropäischen Hügelgräberkultur meist zwei oder mehr Nadeln und Schmuckgegenstände mitgegeben; Männer hatten meist nur eine Nadel im Grab, wurden dafür aber oft auch mit Waffen bestattet.
„Nach der mittleren Bronzezeit … mit Körperbestattungen in Hügelgräbern gibt es einen radikalen Wandel in der Grabform und Bestattungssitte. Die Hügelgräberleute müssen den Urnenfelderleuten weichen.“

## Siedlungen
Zu den Siedlungen der Mittelbronzezeit lässt sich nur wenig sagen, da aus dieser Zeit nur relativ wenige Siedlungsspuren bekannt und noch weniger davon archäologisch erforscht sind. Auffällig ist jedoch, dass die bekannten Siedlungen meist auf Anhöhen oder Bergplateaus liegen (Höhensiedlungen), oft waren die Siedlungen befestigt – im Balkan und Karpatenbecken werden diese Siedlungen z. T. als „Tell-Siedlungen“ bezeichnet, da sie als eine Abfolge von Schutt- und Planierungsschichten durch menschliche Aktivität in die Höhe gewachsen sind. Die Siedlungen lagen zumeist entweder inmitten von fruchtbarem oder zumindest bebaubarem Gelände. Auch Höhlen wurden in der Mittelbronzezeit in einigen Regionen wieder verstärkt aufgesucht.
Lediglich die mittelbronzezeitliche Siedlungsstruktur in Oberitalien ist relativ gut erforscht. Die Siedlungen der Terramare-Kultur bestanden aus rechteckigen Häusern und angelegten Straßen und waren sehr dicht bebaut.
Wahrscheinlich bestanden die meisten Siedlungen der Mittelbronzezeit in Mitteleuropa nur aus einigen Häusern mit relativ wenigen Einwohnern und ähnelten eher kleinen Weilern; auch Einzelgehöfte mit mehreren Nebengebäuden sind sehr wahrscheinlich (vor allem im Nordischen Kreis). Sehr wahrscheinlich lagen gleichzeitig bestehende Siedlungen nur wenige Kilometer voneinander entfernt.

## Soziale Verhältnisse
Im Gegensatz zu den Verhältnissen der Frühen Bronzezeit in manchen Regionen Mittel- und Westeuropas gibt es für die mittlere Bronzezeit erstaunlich wenig Hinweise auf eine hierarchische Struktur der Gesellschaft; aus dem bekannten archäologischen Material ist kaum etwas über die Gliederung der Gesellschaft zu erschließen.
In den wenigen bekannten Siedlungen ist es bislang unmöglich, aufgrund der Hausgrundrisse irgendwelche „Fürstensitze“ oder ähnliches auszumachen, was auf eine gesellschaftlich herausgehobene Stellung Rückschlüsse zuließe. Der Fundstoff der Siedlungen ist recht einförmig und lässt auf eine weitgehend egalitäre Gesellschaft schließen.
Auch die Grabbeigaben deuten auf eher egalitäre gesellschaftliche Strukturen und auf eine Gleichbehandlung von Mann und Frau. Die Frauen sind genauso reich ausgestattet wie die Männer und auf den Gräberfeldern auch nicht unterrepräsentiert. Das lässt gewisse Rückschlüsse auf die gesellschaftliche Ordnung zu, jedoch kann man daraus allein kein stichhaltiges Gesellschaftskonzept entwickeln, denn die Gesellschaft könnte ihre hierarchische Gliederung auch auf eine Weise ausgedrückt haben, die für die Archäologen bislang „unsichtbar“ ist.
Vereinzelt gibt es auf den Gräberfeldern, insbesondere in den jüngeren Abschnitten der mittleren Bronzezeit, allerdings reicher ausgestattete „Prunkgräber“ die vielleicht auf „Stammesführer“ oder lokale „Fürsten“ hindeuten könnten. Männer mit reicher Waffenausstattung oder Frauen mit vielen oder besonderen Schmuckausstattungen (z. B. Diademe in Pitten, Niederösterreich). Jedoch sind diese Gräber so rar, dass man davon ausgehen muss, dass die Hierarchie nicht ganz so ausgeprägt war wie in manchen Regionen während der Frühen Bronzezeit.
Zu beobachten ist allerdings ein anderes Phänomen: Mehrfach- und Nachbestattungen, die höchstwahrscheinlich als Beisetzungen von Familien oder Sippen unter jeweils einem Grabhügel gedeutet werden können. In vielen Grabhügeln gibt es neben der ursprünglichen Bestattung weitere Gräber, die nachträglich dort eingebracht wurden oder schon bei der ersten Bestattung vorgesehen waren. Dies lässt darauf schließen, dass Familien oder zumindest „Ehepartner“ gemeinsam unter einem Grabhügel bestattet worden sind. Hierin kann man eine wachsende Bedeutung familiärer Strukturen erkennen, die vielleicht einer ausgeprägten Hierarchisierung der Gesellschaft entgegengewirkt haben.

### Standardwerke der älteren Forschung
- Jens Jacob Asmussen Worsaae: Dänemarks Vorzeit durch Altherthümer und Grabhügel beleuchtet. Kopenhagen 1844. (Digitalisat)
- John Evans: The Ancient Bronze Implements, Weapons and Ornaments of Great Britain and Ireland. London 1881.
- József Hampel: Die Alterthümer der Bronzezeit in Ungarn, Budapest 1886.
- Julius Naue: Die Bronzezeit in Oberbayern. Ergebnisse der Ausgrabungen und Untersuchungen von Hügelgräbern der Bronzezeit. München 1894.
- Paul Reinecke: Zur Chronologie der 2. Hälfte des Bronzealters in Süd- und Norddeutschland, in: Korrespondenzblatt der Gesellschaft für Anthropologie, Ethnologie und Urgeschichte 33 (1902) 17 ff.
- Paul Reinecke: Zur chronologischen Gliederung der süddeutschen Bronzezeit. Germania 8, 1924. S. 43–44.
- Gustav Behrens: Bronzezeit Süddeutschlands, in: Schumacher: Stand und Aufgaben der bronzezeitlichen Forschung in Deutschland Ber. RGK 10, 1917. S. 7 ff.
- Vere Gordon Childe: The Danube in Prehistory. Oxford 1929.
- Kurt Willvonseder: Die mittlere Bronzezeit in Österreich. Bücher zur Ur- und Frühgeschichte 3, Wien 1937.
- Friedrich Holste: Die Bronzezeit in Süd- und Westdeutschland, Handbuch der Urgeschichte Deutschlands 1. Berlin 1953.
- Margarita Primas: Bronzezeit zwischen Elbe und Po: Strukturwandel in Zentraleuropa 2200–800 v. Chr. Habelt, Bonn 2008, ISBN 978-3-7749-3543-3.

### Ältere Literatur
- Ekkehard Aner, Karl Kersten: Die Funde der älteren Bronzezeit des nordischen Kreises in Dänemark, Schleswig-Holstein und Niedersachsen. Kopenhagen/Neumünster 1973.
- Bernhard Hänsel: Beiträge zur Chronologie der mittleren Bronzezeit im Karpatenbecken. Beiträge zur ur- und frühgeschichtlichen Archäologie des Mittelmeer-Kulturraumes 7. Bonn 1968.
- Anthony F. Harding: European Societies in the Bronze Age. Cambridge 2000.
- Albrecht Jockenhövel: Raum und Zeit – Gliederung der Bronzezeit. In: Bronzezeit in Deutschland. Stuttgart 1994, ISBN 3-8062-1110-8, S. 11–14.
- Friedrich Laux: Die Bronzezeit in der Lüneburger Heide. Hildesheim 1971.
- Hermann Müller-Karpe: Handbuch der Vorgeschichte. Bd. 4, Bronzezeit. München 1980, ISBN 3-406-07941-5.
- Peter Schauer: Die Schwerter in Süddeutschland, Österreich und der Schweiz I. Prähist. Bronzefunde IV, 2. München 1971, ISBN 3-406-00750-3.
- Walter Torbrügge: Zum Übergang von der frühen zur mittleren Bronzezeit in Süddeutschland. Arch. Korrbl. 9, 1979. S. 23–34.
- Walter Torbrügge: Die Bronzezeit in Bayern – Stand der Forschungen zur relativen Chronologie. In: Ber. RGK 40, 1959. S. 1–57.
- Ulrike Wels-Weyrauch: Mittelbronzezeitliche Frauentrachten in Süddeutschland, Beziehungen zur Hagenauer Gruppierung. In: Dynamique du Bronze moyen en Europe occidentale. Actes du 113éme congrès national des sociétés savantes, Strasbourg 1988, Commission de Prè- et Protohistoire. Paris 1989. S. 117–134.
- Bert Wiegel: Trachtkreise im südlichen Hügelgräberbereich. Studien zur Beigabensitte der Mittelbronzezeit unter besonderer Berücksichtigung forschungsgeschichtlicher Aspekte. Espelkamp 1994.

### Weiterführende Literatur
- Kathrin Ebner: Die mittlere Bronzezeit in Südthüringen. Untersuchungen zum Bestattungsritus. Südwestdeutscher Verlag für Hochschulschriften, 2009.
- Bernhard Sicherl: Studien zur mittelbronzezeitlichen Bewaffnung in Tschechien, dem nördlichen Niederösterreich und der südwestlichen Slowakei. Bonn 2004, ISBN 3-7749-3234-4.
- Stephanie Hoffmann: Die Entstehung und Entwicklung der mittleren Bronzezeit im westlichen Mittelgebirgsraum. Bonn 2004. urn:nbn:de:hbz:5-03597

## Belege
1. ↑  Siegmar von Schnurbein: (Hrsg.): Atlas der Vorgeschichte. Europa von den ersten Menschen bis Christi Geburt. 2., verbesserte Auflage. Theiss, Stuttgart 2010, S. 127.
2. ↑  Gisela Graichen, Alexander Hesse: Die Bernsteinstraße. Verborgene Handelswege zwischen Ostsee und Nil, Rowohlt, 2012.